# Los caballeros las prefieren rubias
Gentlemen Prefer Blondes (conocida en España e Hispanoamérica como Los caballeros las prefieren rubias) es una comedia musical de 1953 dirigida por Howard Hawks y protagonizada por Jane Russell y Marilyn Monroe. Está basada en la novela homónima de Anita Loos y en el musical de Broadway de Loos y Joseph Fields.

## Sinopsis
Dorothy Shaw y Lorelei Lee son dos cantantes de Arkansas. Lorelei planea casarse con Gus Esmond, un millonario perdidamente enamorado de ella cuyo padre cree que está siendo víctima de una cazafortunas. El detective Ernie Malone, quien tiene la misión de desenmascarar a Lorelei, terminará enamorándose de Dorothy, lo que provocará todo tipo de enredos y situaciones cómicas a bordo de un lujoso transatlántico.

## Argumento
Dorothy Shaw y Lorelei Lee son coristas estadounidenses y mejores amigas, aunque las dos son muy diferentes. Dorothy prefiere a los hombres atractivos y en forma, y no le importa su riqueza. Lorelei piensa más en la riqueza financiera de un hombre y le gustan los hombres que pueden apoyar su pasión por los diamantes, como su prometido Gus, que puede satisfacer todas sus necesidades financieras.

Lorelei planea casarse con Gus en Francia, pero el estricto padre de Gus, Esmond Sr., les prohíbe viajar juntos, ya que desprecia a Lorelei. Lorelei decide viajar a Francia con o sin Gus, y antes de irse, él le da una carta de crédito para cubrir los gastos a su llegada y le promete reunirse con ella más tarde en Francia. Sin embargo, también le advierte que se comporte bien, señalando que su padre prohibirá su matrimonio si Esmond Sr. escucha rumores de fechorías. Gus y Lorelei no saben que Esmond Sr. ha contratado al detective privado Ernie Malone para espiar a Lorelei 

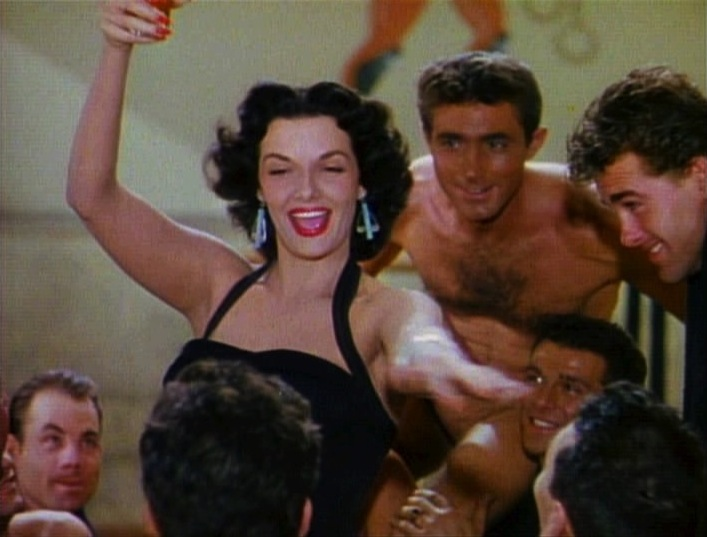
Jane Russell como Dorothy Shaw

 Durante la travesía del Atlántico, Malone se enamora inmediatamente de Dorothy, pero ella ya se ha sentido atraída por los miembros del equipo olímpico masculino. Lorelei conoce al rico y tonto Sir Francis "Piggy" Beekman, el dueño de una mina de diamantes, y se siente atraída por su riqueza. Aunque Piggy está casado, Lorelei le devuelve ingenuamente sus flirteos geriátricos, lo que molesta a su esposa, Lady Beekman.
Lorelei invita a Piggy a la cabaña que comparte con Dorothy, donde le cuenta sus viajes a África. Malone espía a través de la ventana y les toma fotografías, pero Dorothy lo descubre mientras se aleja. Ella se lo cuenta a Lorelei, quien teme por su reputación. Ellos idean un plan para intoxicar a Malone y registrarlo para recuperar la foto incriminatoria mientras está inconsciente. Encuentran la foto en sus pantalones, y Lorelei imprime y esconde los negativos. Revelando su éxito a Piggy, ella lo convence de darle la tiara de Lady Beekman. Sin embargo, Malone revela que había colocado un dispositivo de grabación en la cabaña de Lorelei y ha escuchado su discusión con Piggy sobre las fotos y la tiara. Malone insinúa que Lorelei es una cazafortunas y cuando Dorothy lo regaña por sus acciones, él admite ser un mentiroso. Sin embargo, Dorothy le revela a Lorelei que se está enamoranda de Malone, y Lorelei la menosprecia  por elegir a un hombre pobre cuando fácilmente podría tener uno rico. 
El barco llega a Francia y Lorelei y Dorothy pasan el tiempo de compras. Sin embargo, descubren que la carta de crédito de Lorelei ha sido cancelada y luego son desalojadas de su hotel debido a la información que Malone compartió con Esmond Sr. Se ven obligadas a buscar trabajo como coristas en París, encabezando una lujosa revista. Cuando Gus aparece en su espectáculo, Lorelei lo rechaza y luego interpreta "Los diamantes son los mejores amigos de una chica". Mientras tanto, Lady Beekman ha presentado cargos por la pérdida de su tiara y Lorelei es procesada por robo. Dorothy convence a Lorelei de que devuelva la tiara, pero descubren que falta en su joyero. Piggy intenta negar su participación en el asunto cuando Malone lo descubre en el aeropuerto.
Dorothy intenta ganar tiempo en el tribunal haciéndose pasar por Lorelei, disfrazada con una peluca rubia e imitando la voz entrecortada y los gestos de su amiga. Cuando Malone aparece en el tribunal y está a punto de desenmascarar a Dorothy, le revela a Malone en un lenguaje encubierto que lo ama pero que nunca lo perdonaría si lastima a Lorelei. Malone se retracta de sus comentarios pero luego revela que Piggy tiene la tiara, exculpando a Lorelei.
De vuelta en el club nocturno, Lorelei impresiona a Esmond Sr. con un discurso sobre el tema del dinero paterno y argumenta que si Esmond Sr. tuviera una hija en lugar de un hijo, querría lo mejor para ella. Él está de acuerdo y consiente el matrimonio. Se celebra una boda doble para Lorelei, Dorothy, y sus novios.

## Reparto
- Jane Russell - Dorothy Shaw
- Marilyn Monroe - Lorelei Lee

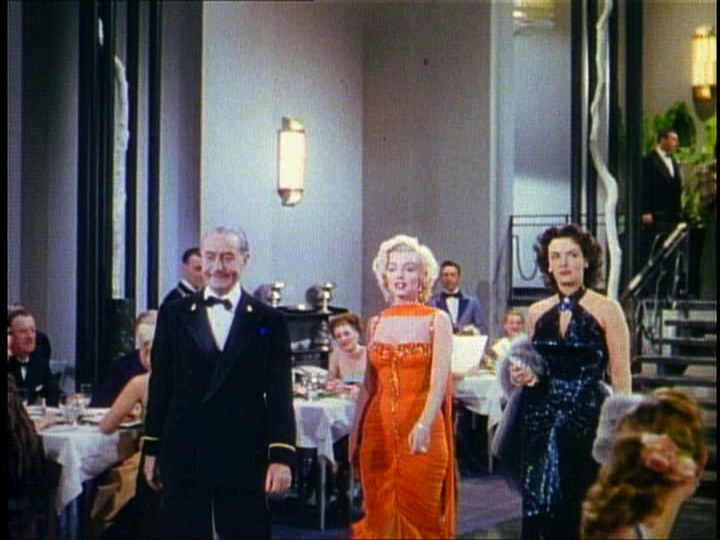
Jane Russell y Marilyn Monroe en una escena de la película.

- Charles Coburn - Sir Francis «Piggy» Beekman
- Elliott Reid - Ernie Malone
- George Winslow - Henry Spofford III
- Marcel Dalio - Magistrado
- Taylor Holmes - Mr. Esmond Sr.
- Noel Neill - Pasajera (sin acreditar)

## Producción

### Reparto
Originalmente la 20th Century Fox pretendía utilizar la película como vehículo para Betty Grable. No obstante, tras el éxito de Niágara (1953), film que dio a conocer a Marilyn Monroe, el estudio consideró que había descubierto a un símbolo sexual más potente y más económico puesto que Grable cobraba un salario de $150.000 por película frente a los $18 000 de Monroe. Por su parte, Judy Holliday rechazó el papel de Lorelei porque sentía que ninguna otra actriz aparte de Carol Channing (quien había dado vida al personaje en Broadway) debía interpretarlo.

### Rodaje
Rodada entre el 17 de noviembre de 1952 y el 22 de enero de 1953, Gwen Verdon entrenó a Russell y a Monroe tanto en los pasos de baile como en su forma de caminar, reduciendo la sensualidad de Monroe y aumentando la de Russell (se afirma a su vez que la propia Verdon llegó a doblar los traseros de ambas mientras caminaban). Howard Hawks había sugerido a Darryl F. Zanuck variar ligeramente la apariencia de Marilyn y su personalidad con el fin de mostrarla más como una actriz y menos como una sensual rubia; el éxito de la cinta convirtió no obstante a Marilyn en una gran estrella y la encasilló para siempre en el papel de rubia sexy con poco cerebro (durante el proceso de adaptación de la producción teatral, Charles Lederer se inspiró en su tía, la actriz de cine mudo Marion Davies, para los tintes cómicos del personaje de Lorelei). Jack Cole, coreógrafo en Hollywwod desde la década de 1940, preparó a Russell y a Monroe diseñando complejas coreografías para los números musicales; Russell quedó tan satisfecha que contrataría a Cole para el film Gentlemen Marry Brunettes (1955). 
Durante el rodaje de la canción «Ain't There Anyone Here for Love?», Russell fue golpeada accidentalmente por un bailarín y cayó en una piscina, momento que Howard Hawks decidió incluir en la película. Según Russell: «Fue un accidente y tuvimos que volver y rodar de nuevo el número entero, pero terminaron usando ese metraje. Tuvimos mucho tiempo en aquellos días para ensayar los números y trabajamos todos los días durante un par de meses. No se suponía que acabaría en la piscina en absoluto, pero terminó siendo mejor de la forma en que ocurrió, aunque el pobre bailarín fue despedido». De acuerdo con el actor Ron Nyman: «El nombre del tipo era Ed Fury, la agarró por accidente y la razón por la que fue despedido es porque insistió en tener un crédito como co-coreógrafo». Por su parte, Marilyn sugirió para su personaje la famosa frase «puedo ser inteligente cuando es necesario, pero a los hombres no les gusta». Del mismo modo, cuando se comunicó a Monroe que ella no sería la estrella de la película, declaró: «Bueno, sea lo que sea, soy la rubia» (Russell la llamaba cariñosamente «Blondie» y la relación entre ambas era tan estrecha que a menudo Russell era la única capaz de convencer a Monroe de salir de su camerino para rodar). Por su participación en el largometraje Russell cobró $200 000 mientras que Monroe solo recibió $500 semanales.
Marilyn tenía por costumbre exigir la repetición de las tomas aún cuando las mismas habían sido aprobadas por Hawks; cuando la Fox preguntó al director cómo se podía acelerar la producción, este respondió: «Reemplazar a Marilyn, reescribir el guion y hacerlo más corto, y conseguir un nuevo director». Al menos una escena fue filmada y eliminada del montaje final, ya que en el tráiler Russell y Monroe aparecen entre bailarines subiendo los escalones de un tobogán en un parque infantil durante la interpretación de una versión francesa de «Two Little Girls from Little Rock». Así mismo, en Francia la película se estrenó sin el número del bar en el centro de París debido a que Monroe y Russell aparecían bailando con algunos jóvenes de ascendencia norteafricana, lo que entonces fue considerado inapropiado por las autoridades francesas. Para dotar al film de un toque más cómico, el personaje de Henry Spofford III, originalmente el interés amoroso de Dorothy en la obra teatral, fue reconfigurado como un niño de ocho años para la versión cinematográfica.
La maqueta de barco mostrada en la película fue utilizada anteriormente en Titanic (1953) y renovada para parecerse al SS Île de France (esta pieza se conserva actualmente en el Museo Marítimo de Fall River, en Massachusetts). Sumado a lo anterior, algunos decorados de Titanic fueron reutilizados para esta película. En lo tocante al vestuario, también se empleó al menos una prenda de otra película: el traje en lamé dorado que viste Marilyn en una escena había sido lucido por Ginger Rogers en Dreamboat (1952).

#### «Diamonds Are a Girl's Best Friend»

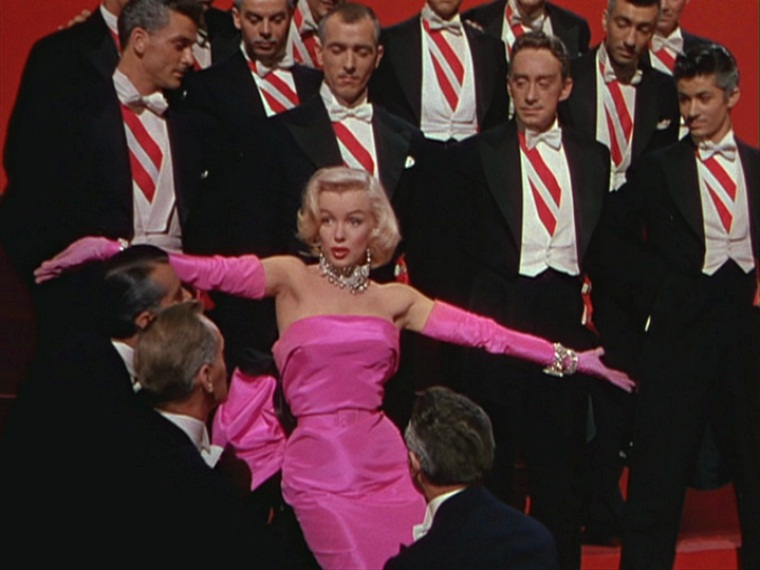
Fotograma de la película durante el número musical «Diamonds Are a Girl's Best Friend».

Para el icónico número musical «Diamonds Are a Girl's Best Friend», Marilyn en principio iba a lucir como vestuario varias bandas de terciopelo negro y una gran cantidad de pedrería, creando la ilusión de llevar puesto un collar de diamantes del tamaño de una mujer. Sin embargo este diseño fue considerado demasiado atrevido, por lo que el estudio lo rechazó en favor del famoso vestido rosa. Por otro lado, destaca el hecho de que dos de los bailarines son George Chakiris y Robert Fuller, en aquel entonces desconocidos. De acuerdo con Chakiris: «Si alguna vez había un corte por cualquier motivo, [Marilyn] nunca regresaba a su tráiler para comprobar su maquillaje. Se quedaba allí [...] preparada para la siguiente toma».
La Fox inicialmente quería que Marni Nixon doblase a Monroe en las canciones; Nixon describió la idea como «horrible» ya que consideraba que la voz de Marilyn era idónea para su personaje. Finalmente Nixon, según declaraciones al New York Times en 2007, dobló a Monroe en dos momentos del número musical: cuando el personaje dice varias veces «no» al inicio de la canción y en el verso «these rocks don't lose their shape». La idea de doblar a ambas actrices ya había sido inicialmente considerada por Zanuck, si bien cambió de opinión cuando el director musical Lionel Newman montó satisfactoriamente una interpretación vocal del número de apertura a partir de varias tomas. Aun así, se realizó una grabación alternativa con Eileen Wilson doblando a Russell, aunque finalmente ambas actrices utilizaron sus propias voces. Tras el éxito del film nunca se volvió a plantear la posibilidad de doblar ni a Russell ni a Monroe (Russell incluso tendría una exitosa carrera en Broadway como reemplazo de Elaine Stritch en Company en 1971).
La escena sería nuevamente filmada en cinemascope con el fin de probar el nuevo formato en marzo de 1953. Zanuck declaró a Variety que el rodaje mediante este sistema solo llevó tres horas y media frente a los cuatro días necesarios para la filmación de la escena incluida en el largometraje. El público no vería la versión en cinemascope hasta diez años después en el documental Marilyn Monroe: Marilyn (1963).

### Banda sonora
Aunque la película era una producción de la Fox, el álbum de la banda sonora original fue lanzado por MGM Records, siendo esta la primera vez que el sello discográfico de la Metro-Goldwyn-Mayer publicaba un álbum de la banda sonora de una película ajena al estudio. Así mismo, solo tres de las diecinueve canciones de la obra teatral serían incluidas en el film: «A Little Girl from Little Rock», «Bye Bye Baby» y «Diamonds Are a Girl's Best Friend».

## Recepción

### Recaudación
El largometraje recaudó $5,3 millones en taquilla a nivel mundial, duplicando su presupuesto y convirtiéndose en la octava película más exitosa de 1953, con unos ingresos de $5,1 millones en Norteamérica. La siguiente película de Monroe, How to Marry a Millionaire (1953), sería la quinta más taquillera del año.

### Crítica
La película recibió críticas positivas. Monroe y Russell fueron aclamadas incluso entre los críticos que no se sintieron impresionados por la cinta (ambos personajes terminarían convirtiéndose en parte de la cultura pop). Bosley Crowther, del New York Times, describió la dirección de Hawks como «incómodamente torpe y lenta», encontrando los gags de Russell «desprovistos de encanto y personalidad», aunque en su conclusión manifestaría que «aún así, hay algo en Miss Russell y Miss Monroe que te mantiene observándolas incluso cuando tienen poco o nada que hacer». Variety publicó que Hawks «mantiene un aire picante que realza el musical de manera excelente a un ritmo que ayuda a disimular el hecho de que es un material bastante ligero, pero sexy. No obstante, no se necesita mucho más cuando los clientes pueden ver las líneas de Russell-Monroe tal y como se muestran en elegantes trajes y Technicolor». Harrison's Reports escribió lo siguiente: «Tanto Jane Russell como Marilyn Monroe no son ningún tipo de sensación en papeles protagónicos. No solo actúan bien, sino que la manera sexy en la que exhiben sus valores de canto, baile y pulcritud casi incendia la pantalla y ciertamente complace a la multitud, a juzgar por los estruendosos aplausos en la vista previa después de cada uno de los bien escenificados números musicales». John McCarten, del New Yorker, publicó que ambos personajes «tienen mucho entusiasmo, y ocasionalmente su exuberancia compensa el tedio de una larga serie de variaciones sobre el tipo de broma anatómica que solía divertir a los clientes de Minsky tan desmesuradamente». El Monthly Film Bulletin aclamó a Russell por su «divertida Dorothy, llena de gusto y buena naturaleza», aunque manifestó que el film había quedado comprometido «por el casting de Marilyn Monroe, por el abandono del período de los años 20 y la modernización incongruente, por inflar algunas canciones brillantes e ingeniosas en números de producción espléndidos, y por terminar todo dócilmente dejando que dos verdaderos amores sean convencionalmente hechos realidad. También hay una falta de comprensión en el manejo de Howard Hawks, que es rudimentario y poco inventivo».
El sitio web Rotten Tomatoes la película posee una aprobación del 98% con base en 45 críticas, siendo la puntuación del público de un 83%. Según el consenso general: «Anclado por el magnetismo chispeante de Marilyn Monroe y Jane Russell, Gentlemen Prefer Blondes es un musical deliciosamente entretenido de los años 50». El director Rainer Werner Fassbinder declaró a su vez que esta es una de las diez mejores películas jamás hechas.

### Reconocimientos y premios
Monroe y Russell fueron invitadas a dejar sus huellas en la entrada del Grauman's Chinese Theatre el 26 de junio de 1953, acontecimiento que trajo consigo una gran publicidad para el largometraje.
| Fecha                 | Premio      | Categoría                          | Candidato       | Resultado |
| --------------------- | ----------- | ---------------------------------- | --------------- | --------- |
| 25 de febrero de 1954 | Premios WGA | Premio del Sindicato de Guionistas | Charles Lederer | Nominado  |